# 傅家骥
傅家骥（1931年6月—），男，辽宁沈阳人，中国技术经济学家，中国技术经济和创新管理学科奠基人之一。曾任清华大学教授、博士生导师。